# Manhunt International 2017
Manhunt International 2017 là cuộc thi Manhunt International lần thứ mười tám được tổ chức tại Băng Cốc, Thái Lan vào ngày 27 tháng 11 năm 2017. Trương Ngọc Tình đến từ Việt Nam đăng quang ngôi vị Manhunt International.

## Kết quả
| Thứ hạng                   | Thứ hạng | Thứ hạng | Thứ hạng |
| Hạng                       | Thí sinh |          |          |
| -------------------------- | --- | -------- | -------- |
| Manhunt International 2017 | - Việt Nam — Trương Ngọc Tình § |          |          |
| Á vương 1                  | - Thái Lan — Kongnat Choeisuwan |          |          |
| Á vương 2                  | - Liban — Gaetan Osman |          |          |
| Á vương 3                  | - Sri Lanka — Camer Mohamed Wazeem |          |          |
| Á vương 4                  | - Indonesia — Andry Ismaya Permadi |          |          |
| Top 16                     | - Ba Lan — Piotr Marek Zyjewski - Brasil — Cristian Fin - Cộng hòa Dominica — Jonathan Checco - Đài Loan — Shen Ying-Bin - Ma Cao — Tan Shuai - Malaysia — Gan Kai Han - Mông Cổ — Battur Batbaatar - Nam Phi — Dylan Keeve Van Niekerk - Philippines — Daniel Azurin - Singapore — Hassanal Ruslan - Thổ Nhĩ Kỳ — Uygar Taze |          |          |
| Best Model Regional        | |          |          |
| Lục địa                    | Thí sinh |          |          |
| Africa                     | - Nam Phi — Dylan Keeve Van Niekerk |          |          |
| America                    | - Fernando de Noronha — Diego Jacome Batista |          |          |
| Asia                       | - Hồng Kông — Zhang Jian |          |          |
| Europe                     | - Bulgaria — Georgi Valkov |          |          |
| Oseania                    | - Úc - Zaine Pringle |          |          |
| Giải thưởng đặc biệt       | |          |          |
| Giải thưởng                | Thí sinh |          |          |
| Best Personality           | - Brasil — Cristian Fin |          |          |
| Best Photogenic            | - Philippines — Daniel Azurin |          |          |
| Best Physique              | - Thụy Điển — Pedram Tahmi |          |          |
| Best National Costume      | Winner - Indonesia — Andry Ismaya Permadi 1st runner-up - Sri Lanka — Camer Mohamed Wazeem 2nd runner-up - Myanmar — Kaung Khant Thu |          |          |
| Mister Internet Popularity | - Việt Nam — Trương Ngọc Tình |          |          |
| Giải thưởng nhỏ            | |          |          |
| Giải thưởng                | Thí sinh |          |          |
| Best Runway Model          | - Trung Quốc — Han Liang |          |          |
| Best Commercial Model      | - Guam — Samuel Hashimoto |          |          |
| Best Fashion Model         | - Việt Nam — Trương Ngọc Tình |          |          |

- § Thông qua bình chọn và giành được giải thưởng Mister Internet Popularity đặc biệt và tự động lọt vào Top 16.

## Các thí sinh
37 thí sinh dự thi.
| Quốc gia/vùng lãnh thổ | Thí sinh              | Tuổi | Chiều cao | Quê quán              | T.k.   |
| ---------------------- | --------------------- | ---- | --------- | --------------------- | ------ |
| Ai Cập                 | Ammar Yasser          | 22   | 1.84      | Cairo                 | [ 3 ]  |
| Ấn Độ                  | Takshanin Ram         | 31   | 1.85      | Mumbai                | [ 3 ]  |
| Ba Lan                 | Piotr Żyjewski        | 26   | 1.86      | Varsóvia              | [ 4 ]  |
| Brasil                 | Cristian Fin          | 23   | 1.82      | União da Serra        | [ 5 ]  |
| Bulgaria               | Georgi Valkov         | 24   | 1.84      | Sredec                | [ 6 ]  |
| Costa Rica             | Richard Robles        | 31   | 1.84      | Santa Ana             | [ 3 ]  |
| Cộng hòa Dominica      | Mike Jacobi           | 20   | 1.83      | Puerto Plata          | [ 3 ]  |
| Đài Loan               | Simon Ying Bin        | 28   | 1.84      | Đài Loan              | [ 3 ]  |
| Đức                    | Leo Gjugia            | 19   | 1.88      | Bremen                | [ 7 ]  |
| Fernando de Noronha    | Diego Jácome          | 27   | 1.85      | Brasília              | [ 8 ]  |
| Guam                   | Samuel Hashimoto      | 23   | 1.77      | Tamuning              | [ 9 ]  |
| Hà Lan                 | Rico Malle            | 29   | 1.84      | Leiden                | [ 3 ]  |
| Hàn Quốc               | Kim Seong Min         | 23   | 1.95      | Seul                  | [ 10 ] |
| Hồng Kông              | Zhang Jian 张舰       | 22   | 1.87      | Pequim                | [ 3 ]  |
| Hy Lạp                 | Spiros Spinoulas      | 29   | 1.80      | Córcira               | [ 3 ]  |
| Indonesia              | Andry Permadi         | 25   | 1.87      | Jacarta               | [ 11 ] |
| Lào                    | Chanthahore Vilaysarn | 25   | 1.83      | Vientiane             | [ 3 ]  |
| Liban                  | Gaetan Osman          | 26   | 1.87      | Trípoli               | [ 12 ] |
| Ma Cao                 | Tan Shuai             | 28   | 1.88      | Pequim                | [ 3 ]  |
| Macedonia              | Vladimir Dimitrievski | 18   | 1.85      | Escópia               | [ 3 ]  |
| Malaysia               | Gan Kai Han           | 24   | 1.83      | Petaling Jaya         | [ 3 ]  |
| Mông Cổ                | Battur Batbaatar      | 23   | 1.83      | Ulaanbaatar           | [ 3 ]  |
| Myanmar                | Kaung Khant Dau       | 17   | 1.83      | Rangum                | [ 13 ] |
| Nam Phi                | Dylan van Niekerk     | 19   | 1.85      | Brits                 | [ 3 ]  |
| Nepal                  | Samim Khan            | 31   | 1.80      | Tanahu                | [ 14 ] |
| New Zealand            | Sai Constantine       | 28   | 1.84      | Auckland              | [ 3 ]  |
| Pháp                   | Jocelyn Rigaux        | 17   | 1.83      | Forbach               | [ 3 ]  |
| Philippines            | Daniel Azurin         | 21   | 1.80      | Costa Mesa            | [ 3 ]  |
| Puerto Rico            | Jose Valdes Cotte     | 30   | 1.85      | San Juan              | [ 3 ]  |
| Singapore              | Hassanal Ruslan       | 23   | 1.80      | Cidade de Singapura   | [ 3 ]  |
| Sri Lanka              | Cammer Wazeem         | 28   | 1.85      | Colombo               | [ 15 ] |
| Thái Lan               | Kongnat Choeisuwan    | 30   | 1.84      | Bancoque              | [ 3 ]  |
| Thổ Nhĩ Kỳ             | Uygar Taze            | 19   | 1.85      | Ancara                | [ 3 ]  |
| Thụy Điển              | Pedram Tahmi          | 26   | 1.83      | Estocolmo             | [ 16 ] |
| Trung Quốc             | Han Liang 韩亮        | 27   | 1.88      | Pequim                | [ 3 ]  |
| Úc                     | Zaine Pringle         | 26   | 1.86      | Brisbane              | [ 17 ] |
| Việt Nam               | Trương Ngọc Tình      | 29   | 1.87      | Thành phố Hồ Chí Minh | [ 3 ]  |